# Campeonato Paulista de Futebol de 1936 (LPF)
O Campeonato da Liga Paulista de Foot-Ball de 1936 foi a 2.ª edição do campeonato organizado pela LPF, jogado pelos clubes paulistas filiados a esta liga. É reconhecido como legítima edição do Campeonato Paulista de Futebol pela FPF. O campeão foi o Palestra Itália (atual Palmeiras),  tendo o Corinthians ficado com o vice-campeonato. O artilheiro do campeonato foi da equipe do Corinthians, Teleco, com 28 gols.
O título, depois de uma disputa em dois turnos, foi decidido numa final de três partidas entre Corinthians, campeão invicto do primeiro turno, e Palestra Itália, campeão do segundo turno. A finalíssima, disputada no Estádio Palestra Itália, teve a vitória do time mandante, por 2 a 1.

## História

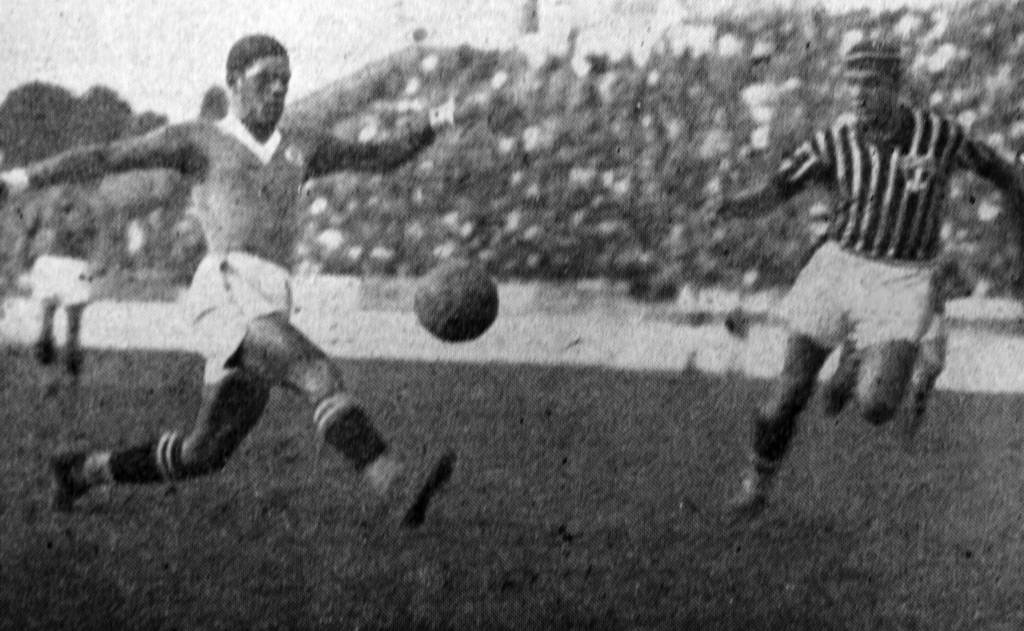
Partida entre Palestra Italia e no Campeonato Paulista de 1936

Pelo regulamento do campeonato, os campeões do primeiro e segundo turno teriam que se enfrentar em uma final. Ao final do primeiro turno, o Albion desistiu de disputar o segundo turno.

## Disputa
O campeão do primeiro turno foi o Corinthians, enquanto o campeão do segundo foi o Palestra Itália. No primeiro jogo da final, em 25 de abril, o Palestra Itália venceu por 1 a 0, mas no segundo jogo, no dia 2 de maio, o terminou empatado em 0 a 0, forçando a realização de um terceiro jogo, que terminou com vitória do Palestra Itália, que venceu o campeonato.
A arrecadação total do torneio com bilheterias foi de mais de 951 contos de réis, que, após a dedução de impostos e outras despesas, gerou uma receita líquida de 617,3 contos de réis. "É indiscutivelmente anuimador o resultado verificado no segundo campeonato da Liga Paulista, apesar da barafunda em que tem vivido o futebol profissional e da campanha que certos escribas têm feito contra a entidade bandeirante", escreveu o Diário Popular.

## Classificação final
| Classificação - Final | Classificação - Final | Classificação - Final | Classificação - Final | Classificação - Final | Classificação - Final | Classificação - Final | Classificação - Final | Classificação - Final | Classificação - Final |
| Time | Time                  | PG                    | J                     | V                     | E                     | D                     | GP                    | GC                    | SG                    |
| --- | --------------------- | --------------------- | --------------------- | --------------------- | --------------------- | --------------------- | --------------------- | --------------------- | --------------------- |
| 1 | Palestra Itália       | 33                    | 21                    | 15                    | 3                     | 3                     | 70                    | 15                    | 55                    |
| 2 | Corinthians           | 31                    | 21                    | 15                    | 1                     | 5                     | 70                    | 33                    | 37                    |
| 3 | Portuguesa Santista   | 20                    | 14                    | 9                     | 2                     | 3                     | 47                    | 16                    | 31                    |
| 4 | Santos                | 29                    | 21                    | 13                    | 3                     | 5                     | 70                    | 37                    | 33                    |
| 5 | Juventus              | 28                    | 21                    | 12                    | 4                     | 5                     | 55                    | 39                    | 16                    |
| 6 | Estudantes            | 24                    | 21                    | 11                    | 2                     | 8                     | 50                    | 45                    | 5                     |
| 7 | Hespanha              | 23                    | 21                    | 10                    | 3                     | 8                     | 52                    | 43                    | 9                     |
| 8 | São Paulo             | 16                    | 21                    | 7                     | 2                     | 12                    | 27                    | 34                    | - 7                   |
| 9 | São Paulo Railway     | 15                    | 21                    | 6                     | 3                     | 12                    | 42                    | 59                    | - 17                  |
| 10 | Paulista (SP)         | 6                     | 21                    | 2                     | 2                     | 17                    | 44                    | 100                   | - 56                  |
| 11 | Lusitano FC           | 3                     | 21                    | 1                     | 1                     | 19                    | 20                    | 97                    | - 77                  |
| 12 | Albion                | 6                     | 11                    | 2                     | 2                     | 7                     | 12                    | 33                    | - 21                  |
| PG - pontos ganhos; J - jogos; V - vitórias; E - empates; D - derrotas; GP - gols pró; GC - gols contra; SG - saldo de gols |                       |                       |                       |                       |                       |                       |                       |                       |                       |

## A finalíssima
| 9 de maio de 1937 15:00 | Palestra Itália          | 2 - 1 | Corinthians | Estádio Palestra Itália                             |
|                         | Luizinho 1' · Moacir 10' |       | Filó 61'    | Público: 18,000 Árbitro: Antonio Sotero de Mendonça |

## Premiação
| Campeão Paulista de 1936 (Campeonato da LPF) |
| -------------------------------------------- |
| PALESTRA ITÁLIA (7º título)                  |